# Liebermannacris
Liebermannacris är ett släkte av insekter. Liebermannacris ingår i familjen gräshoppor.
Kladogram enligt Catalogue of Life:
| Liebermannacris | \| \| Liebermannacris dorsualis \| \| \| \| \| \| Liebermannacris punctifrons \| \| \| \| |
|                 | \| \| Liebermannacris dorsualis \| \| \| \| \| \| Liebermannacris punctifrons \| \| \| \| |
|                 | Liebermannacris dorsualis                                                                 |
|                 |                                                                                           |
|                 | Liebermannacris punctifrons                                                               |
|                 |                                                                                           |